# Рабдом

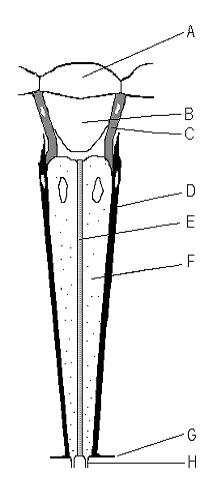
Схема единой омматидии (ommatidium). А – роговица, B – хрусталиковая колбочка, C и D – пигментные клетки, Е – рабдом, F – клетки сетчатки, G – диафрагмальная мембрана, Н – зрительный нерв.

Рабдом (rhabdom) — светочувствительный элемент глаза, образованный рабдомерами. 
Рабдомеры — скопления плотно упакованных микроворсинок. Элемент воспринимающего аппарата омматидия сложных глаз членистоногих (ракообразные, паукообразные, насекомые).
Сетчатка или ретина сложных глаз состоит из отдельных групп клеток, образующих так называемые ретинулы (retinula) и соответствующих — каждая группа — отдельному глазку, или омматидию (ommatidium). Внутри каждой ретинулы заключен один рабдом.
Клетки ретинулы, число которых бывает различно (у ракообразных — 7, 5 или 4, у насекомых обыкновенно 7, иногда 8 или 4, в средних глазах скорпиона — 5), расположены обыкновенно кружком вокруг одной центральной оси, занятой рабдомом, или же (многие насекомые) одна из клеток ретинулы является окруженной другими.
По более распространенному взгляду, рабдом есть продукт выделения клеток ретинулы, причем каждая из клеток выделяет свою часть зрительной палочки, так что последняя оказывается сложенной из нескольких частей, расположенных таким же образом, как и клетки ретинулы, и называемых рабдомерами. По другому взгляду, рабдом - это часть внутреннего отростка клеток, выделяющих кристаллические конусы, отростка, который проходит сверху вниз через среднюю часть ретинулы и затем переходит в одно из волокон зрительного нерва. Последнее не подтверждается, однако, новейшими наблюдениями над развитием сложных глаз у высших раков, у которых, по этим наблюдениям, клетки кристаллических конусов, хотя и доходят до основной перепонки глаза, лежащей под слоем сетчатки, но не переходят в нервные волокна.